# Casa dei Vettii

Pianta

La Casa dei Vettii è una domus di epoca romana, sepolta durante l'eruzione del Vesuvio del 79 e ritrovata a seguito degli scavi archeologici dell'antica Pompei (VI-15-1): rappresenta uno dei massimi esempi d'arte romana del I secolo ed è così chiamata dal nome dei proprietari, Aulo Vettio Restituto e Aulo Vettio Conviva.

## Storia
Di origini antiche, sicuramente prima del I secolo a.C., come testimoniato dai capitelli a forma di dado e dall'impluvium in tufo, la casa venne acquistata all'inizio del I secolo da una ricca famiglia di liberti, dediti al commercio, i Vettii, di cui sono stati ritrovati due anelli, che fungevano anche da sigillo e diversi manifesti elettorali: fu in questo periodo, grazie alle ottime possibilità economiche della famiglia, che la struttura venne totalmente restaurata e arricchita di opere d'arte, per lo più in quarto stile. Una seconda ristrutturazione si rese necessaria a seguito del terremoto di Pompei del 62; sepolta sotto una coltre di ceneri e lapilli a causa dell'eruzione del Vesuvio nel 79, venne riportata alla luce nel 1894. Nel dicembre 2016, dopo un restauro durato dodici anni, la casa fu riaperta al pubblico.

## Descrizione

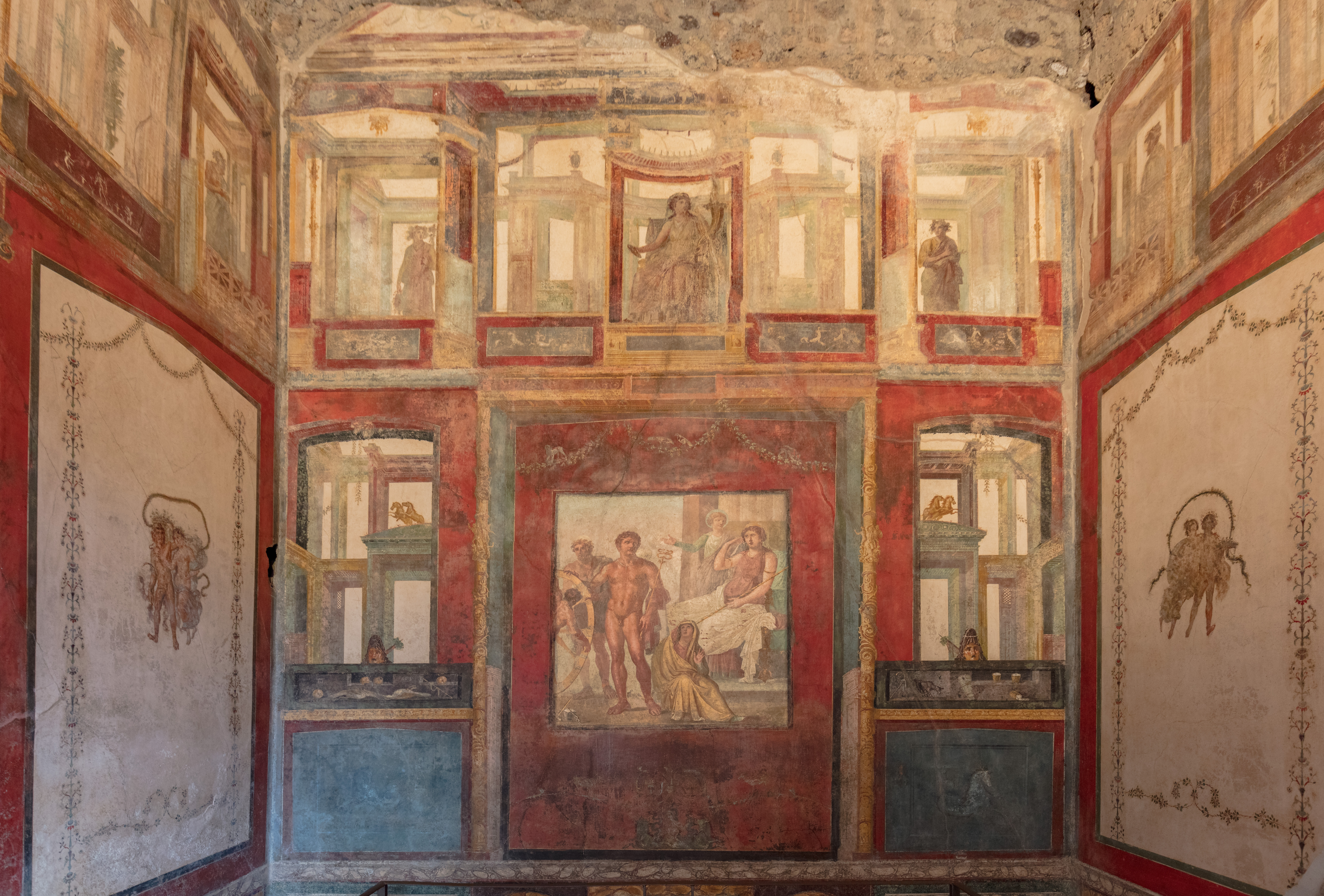
Affresco di una esedra

Superato il portone d'ingresso si accede al vestibolo, nel quale sono posti due affreschi che raffigurano una lotta tra galli e Priapo che poggia il suo membro sul piatto della bilancia, come simbolo di prosperità, a cui fa da contrappeso una borsa di denari. Internamente la casa, di dimensioni non troppo vaste, si incentra intorno a due atri: nel primo atrio, di tipo tuscanico, l'impluvio non era rivestito in marmo e la pavimentazione, così come nel resto dell'abitazione, è di modesta fattura, realizzata per lo più in lavapesta, con l'aggiunta di qualche tessera bianca; si notano due casseforti in ferro, decorate in bronzo, mentre le pareti presentano diversi affreschi rappresentati bambini che compiono atti sacrificali ai Penati. Particolarità dell'atrio è l'assenza di un tablino, evento raro per una struttura di tale taratura sociale. Intorno all'atrio si aprono diverse stanze: in un cubicolo sono presenti raffigurazioni del mito di Ero e Leandro ed Arianna abbandonata da Teseo a Nasso, oltre ad una raffigurazione di pesci, andata perduta, la quale era uno dei pochissimi esempi di recupero di pittura in epoca antica, in quanto durante i lavori di ristrutturazione della casa non fu distrutta, bensì restaurata; in un altro cubicolo, destinato probabilmente al custode, una grande raffigurazione di fauna marina. Nell'oecus invece sono presenti affreschi raffiguranti la lotta tra Pan e Amore guardati da Dioniso ed Arianna ed il mito di Ciparisso, che uccide il cervo preferito di Apollo ed Apollo che si vendica dell'affronto subito: si tratta delle uniche raffigurazioni di Ciparisso del mondo antico. Sull'atrio si affacciano anche due alae, una delle quali fu in seguito destinata ad armadio a muro, mentre quella rimasta attiva presenta decorazione in quarto stile. 

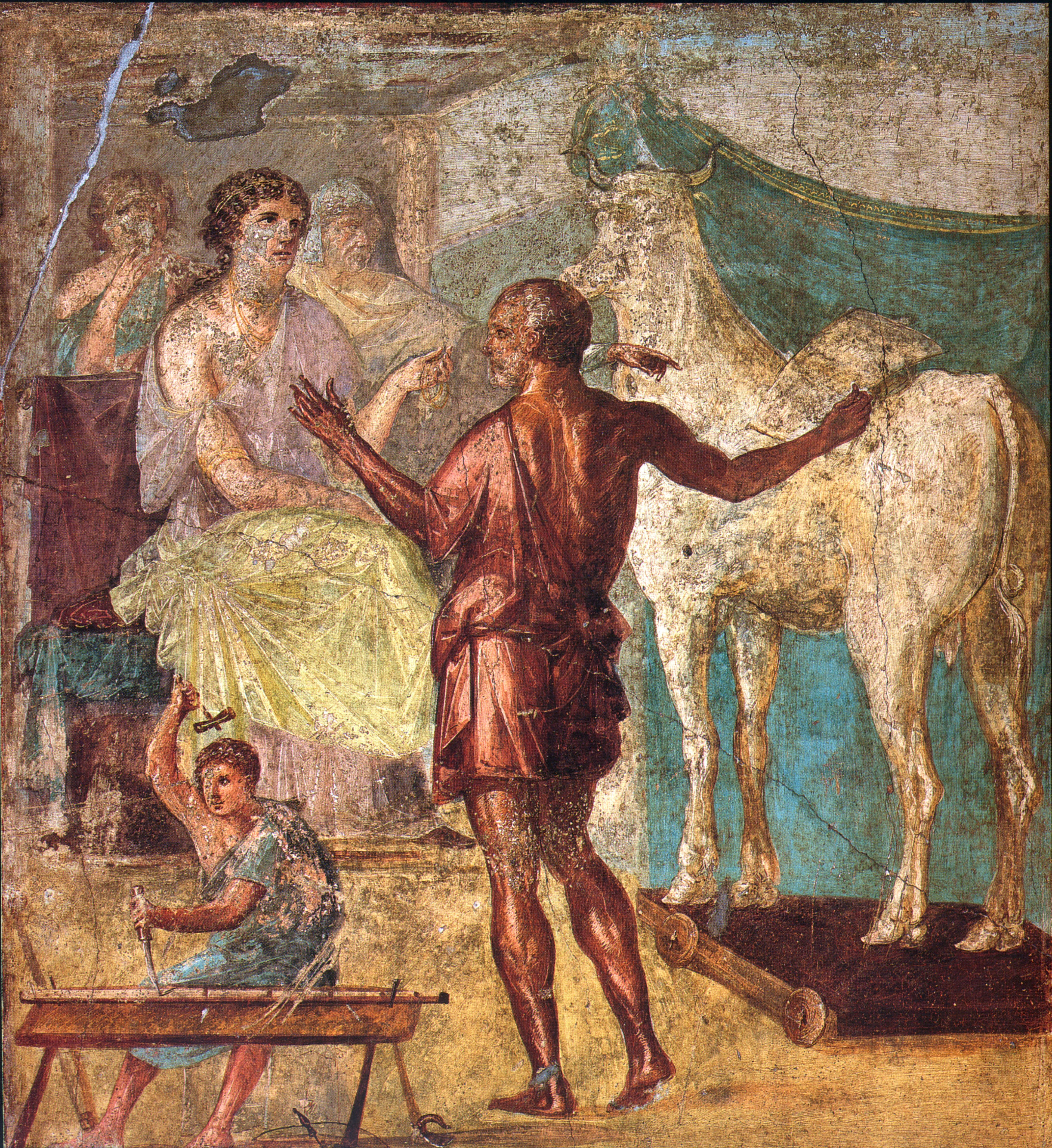
Affresco della casa: Dedalo presenta a Pasifae la vacca di legno

Un piccolo corridoio, nel quale era posta la scala d'accesso al piano superiore e il cui sottoscala era utilizzato come deposito per la vicina stalla, conduce al secondo atrio intorno al quale si apre il quartiere servile: quest'atrio presenta un impluvium in tufo ed una nicchia, utilizzata come larario, decorata con semicolonne corinzie che reggono un timpano triangolare: nell'edicola sono raffigurati il Genio del proprietario nell'atto di compiere un sacrificio, i Lari ed il serpente agathodemone. La cucina presenta un banco in muratura, cinque caldaie e treppiedi in bronzo: al suo interno furono rinvenuti bacini e vasi in terracotta, pentole, graticole ed una statua di Priapo, probabilmente posta in giardino, che fungeva da fontana. Dall'atrio si apre anche un piccolo cubicolo che presenta tre affreschi di natura erotica, di pessima fattura. Nel triclinio si trovano interessanti affreschi di stampo mitologico come Arianna e Teseo ed Issione e Zeus; di notevole fattura lo zoccolo, dal quale emergono buoi del mare, cavalli e busti di divinità, mentre sulle pareti si trovano dei medaglioni nei quali è raffigurato il volo delle Stagioni. Nelle vicinanze del peristilio è un gineceo, caratterizzato da un piccolo cortile porticato, sul quale si aprono due stanze, probabilmente riservate alla padrona della casa e alle sue figlie: tuttavia la reale funzione di questo luogo rimane alquanto oscura, poiché nelle case romane difficilmente si trovavano ginecei.
Il peristilio è contornato da diciotto colonne, che circondano completamente il giardino, nel quale vasche e dodici statue in bronzo utilizzate come fontane, assicuravano giochi d'acqua: sono presenti diversi affreschi che raffigurano nature morte e figure umane, oltre ad un affresco che riproduce Dedalo che mostra a Pasifae la vacca di legno, il mito di Issone e Dioniso che scopre Arianna nel sonno. Sul peristilio si aprono diverse stanze: un oecus presenta un meandro in mosaico bianco e nero ed alle pareti coppie divine e poeti affiancati dalle loro muse; lo zoccolo raffigura sacerdotesse ed Amazzoni: le pareti sono inoltre arricchite con fregi, raffiguranti mestieri e giochi fatti da amorini, anche se mancano alcuni quadretti, probabilmente non ancora eseguiti oppure andati persi a seguito dell'eruzione, in quanto poggiavano su telai in legno; in questa stanza probabilmente si giocava anche al tiro a segno. Un altro oecus, più buio, affinché la luce non rovinasse i colori, era utilizzato come pinacoteca e sono rappresentate, su pareti a fondo giallo, scene della storia della città di Tebe come Anfione e Zeto che legano Dirce a un toro, Penteo ucciso dalle Baccanti, Ercole bambino che strozza i serpenti ed alcune architetture fantastiche su un fondo bianco. La casa era dotata anche di una stalla, raggiungibile sia tramite un corridoio, sia da un ingresso autonomo direttamente sulla strada.